# Favartia hidalgoi
Favartia (Murexiella) hidalgoi, tên tiếng Anh: Hidalgo's Murex, là một loài ốc biển, là động vật thân mềm chân bụng sống ở biển thuộc họ Muricidae, họ ốc gai.

## Miêu tả
Kích thước vỏ ốc trong khoảng 22 mm tới 38 mm

## Phân bố
Loài này phân bố ở Vịnh Mexico và ở Đại Tây Dương từ North Carolina tới miền nam Brasil.